# Crime en Formule 1
Série Nico Giraldi
Delitto sull'autostrada
(1982) Pas folle, le flic
(1984)
Pour plus de détails, voir Fiche technique et Distribution.
Crime en Formule 1 (Delitto in Formula Uno) est un poliziottesco humoristique italien réalisé par Bruno Corbucci et sorti en 1984,. C'est le quatrième Delitto... ainsi que le dixième et avant-dernier film mettant en scène l'inspecteur Nico Giraldi joué par Tomas Milian.
On entend dans le film les chansons suivantes : L'italiano, Vita spericolata, Càpita chantées par DJ Look et You and I chantée par Tommie Babie.
Les cascades du film sont accomplies par Rémy Julienne.

## Synopsis
Au Grand Prix automobile d'Italie de Formule 1, à Monza, un grand champion est victime d'un mystérieux accident. Nico Giraldi, un flic grossier et atypique, débarque de Rome en tenue très voyante pour résoudre l'affaire, grâce à des méthodes peu conventionnelles.

## Fiche technique
Sauf indication contraire, les informations mentionnées dans cette section peuvent être confirmées par la base de données cinématographiques IMDb,  présente dans la section « Liens externes ».
- Titre français : Crime en Formule 1[3]
- Titre original : Delitto in Formula Uno[4]
- Réalisateur : Bruno Corbucci
- Scénario : Mario Amendola, Bruno Corbucci
- Photographie : Silvano Ippoliti (it)
- Montage : Daniele Alabiso (it)
- Décors : Claudio Cinini (it)
- Costumes : Alessandra Cardini (it)
- Musique : Fabio Frizzi
- Producteurs : Mario Cecchi Gori, Vittorio Cecchi Gori
- Sociétés de production : Intercapital
- Pays de production :  Italie
- Langue de tournage : italien
- Format : Couleur - 1,85:1 - Son mono - 35 mm
- Durée : 95 minutes (1h35)[4]
- Genre : Poliziottesco, comédie policière[3]
- Dates de sortie :
  - Italie : 17 février 1984
  - Allemagne de l'Ouest : 25 janvier 1985
  - France : 1986[3]

## Distribution
- Tomas Milian : L'inspecteur Nico Giraldi
- Dagmar Lassander : Mme Martelli
- Pino Colizzi : L'ingénieur Giovanni Martelli
- Bombolo : Venticello
- Olimpia Di Nardo (it) : Angela Giraldi
- Isabel Russinova (it) : Miriam Dell'Acqua
- Paco Fabrini (it) : Rocky Giraldi
- Massimo Vanni (it) : Gargiulo
- Aldo Ralli (it) : Daniele Bertoni
- Marcello Martana (it) : Commissaire Trentini
- Leo Gavero (it) : L'avocat Palmieri
- Mario Donatone : Gaetano Maresca
- Enzo Garinei : Juge La Bella
- Sergio Di Pinto (it) : Fabrizio Proietti
- Gabriele Villa : Alvaro Ferrante
- Licinia Lentini (it) : Rossana
- Maria Grazia Buccella : Le tenancier du billard
- Ennio Antonelli : Osvaldo Bonanni, le jardinier
- Isaac George (it) : Un serveur
- Maurizio Fabbri (it) : Un ami de Peppe et Fabrizio
- Nicola Pistoia (it) : Un ami de Peppe et Fabrizio
- Valerio Isidori (it) : Omero Esposito
- Jimmy il Fenomeno : Le pétomane
- Dino Cassio : Le geôlier
- Luciano Foti : Un agent de police